# 茶谷英司朗
茶谷 英司朗（ちゃたに えいじろう、1975年4月19日 ‐ ）は、日本の声優・俳優。富山県出身。血液型はO型。
俳優・ナレーター　情報番組などのナレーション、ボイスオーバーを中心に活動。
芸能事務所　株式会社茶谷堂　代表取締役。

## 出演作品

### ナレーション
- フジテレビ金曜プレミアム『追跡！平成オンナの大事件』
- フジテレビ『ノンストップ』
- BS朝日『はやぶさ（番宣・予告）』
- 第一生命
- パナソニック
- 味の素　ロコアタック
- イタリア大使館 叙勲式典
- 三菱東京ＵＦＪ銀行カードローン
- ソニーミュージック　『久保田利伸BESTアルバム』
- 東芝EMI　『オフコースBestアルバム』
- サイパンコーラルオーシャンリゾート

- 東京ダイヤモンド工具製作所

- レンジローバー　イヴォーク
- ユンケル
- アコム
- サントリー旨茶

### ボイスオーバー
- 日テレ『スッキリ』
- フジテレビ『ノンストップ』
- フジテレビ『カメラが見た誘拐の瞬間！世界誘拐ファイル 奇跡の救出SP』
- フジテレビ『マカフシ（摩訶不思議な謎解き推理ショー）』
- TBS『世にも不思議なランキング なんで？なんで？なんで？』
- ＴＢＳ『メイドインジャパン』
- ＢＳ朝日『ザ・ドキュメンタリー』
- 讀賣テレビ『梅辰どんぶり亭』

### テレビ
- ここがヘンだよ日本人（TBS）
- 臨場(テレビ朝日)
- 日経スペシャル ガイアの夜明け(テレビ東京)
- タイムスクープハンターSP　前原寅吉役(NHK)
- チャンス(NHK)
- 龍馬伝(NHK)
- みんなでニホンGO!(NHK)
- たけしの本当は怖い家庭の医学

### MV
- 真琴つばさ「Wild Flower」

### MC
- 松崎ナオ単独ライブ「まゆげの端っこ」
- エコツミ　ワンマンライブ『天孫降臨』『新訳古事記』

### ＶＰ出演
- 日本ベーリンガーインゲルハイム
- サンスター株式会社

### 舞台
- 神話アートサロン「イザナギ・イザナミ」東京大神宮
- 神田明神 神楽殿 奉納歌舞
- 「授業」ウジェーヌ・イヨネスコ
- 「かもめ」
- 「デビルマン ～不動を待ちながら～」
- テアトル・エコー「こぶとり」
- テアトル・エコー「ジャンバラヤ」
- スタンダードソングエンタテインメント「真田風雲録」
- 髭の会「手放しの賞賛」
- ダムダム弾団「～芥～」
- 劇団クラゲ荘「デスペラードを知ってるか」
- 劇団クラゲ荘「Heaven's　Door」
- 劇団クラゲ荘「才能のない僕らは」
- GRIPPERプロデュース「二丁目のグッドバイ」(中野ザ・ポケット）
- 「さよならの終わりに、あの風を灼こう」
- 「桜田門外の変」
- 「星をぬすんだ男」
- 「さあ、そろそろ行きますか」
- 「ジャンクヤード・エンジェル」
- 「七働伽藍」